# T-6 Texan II

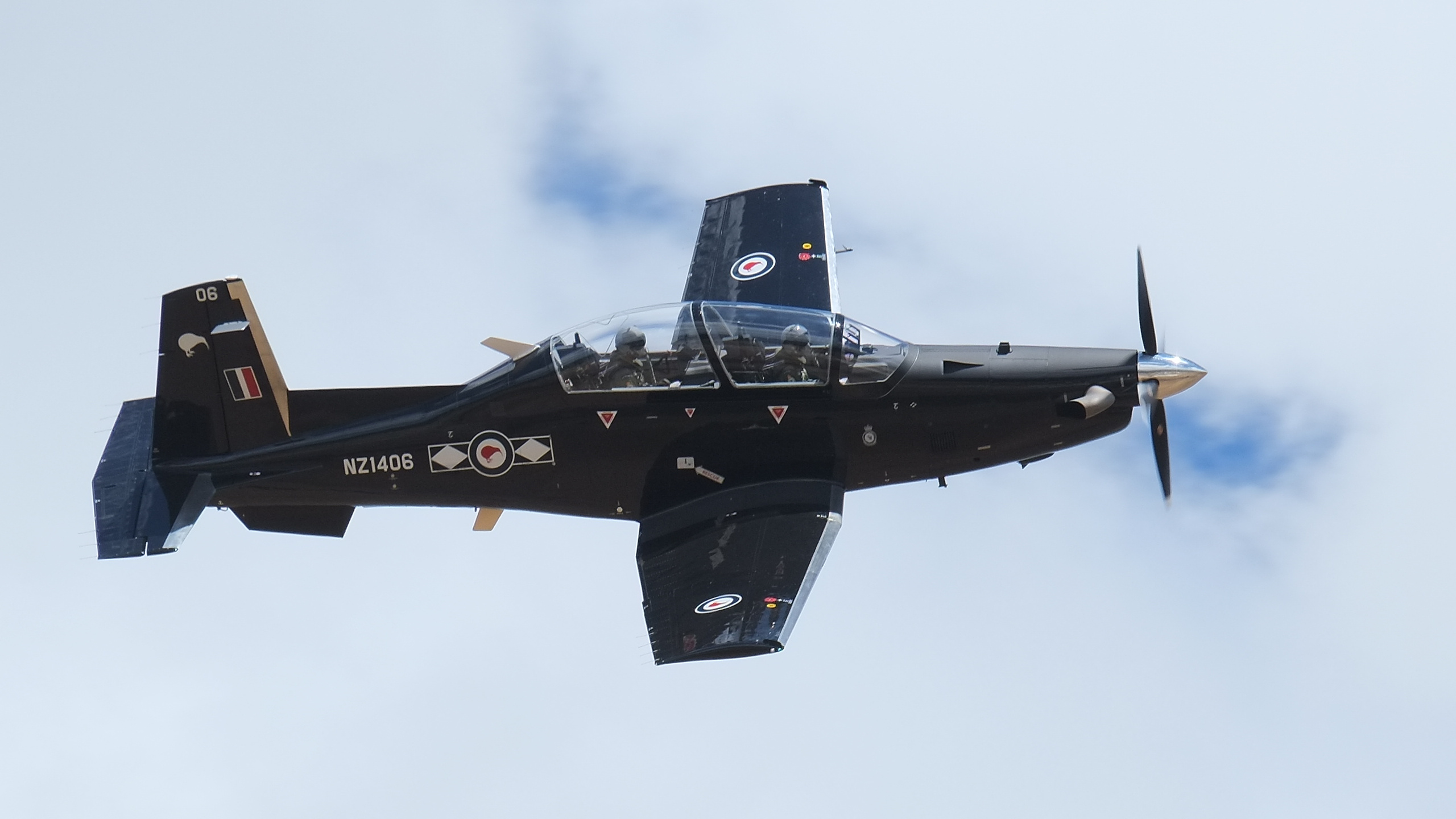
Texan II ВПС Нової Зеландії

Beechcraft T-6 Texan II — одномоторний навчальний турбогвинтовий літак, який виробляється компанією Hawker Beechcraft. Використовується для тренування пілотів у армії США, ВПС Канади, Греції, Ізраїлю, Нової Зеландії та інших країн світу.
T-6 Texan II названо на честь North American T-6 Texan — навчального літака часів Другої світової війни, який також був популярним у багатьох країнах.

## Розробка та конструкція

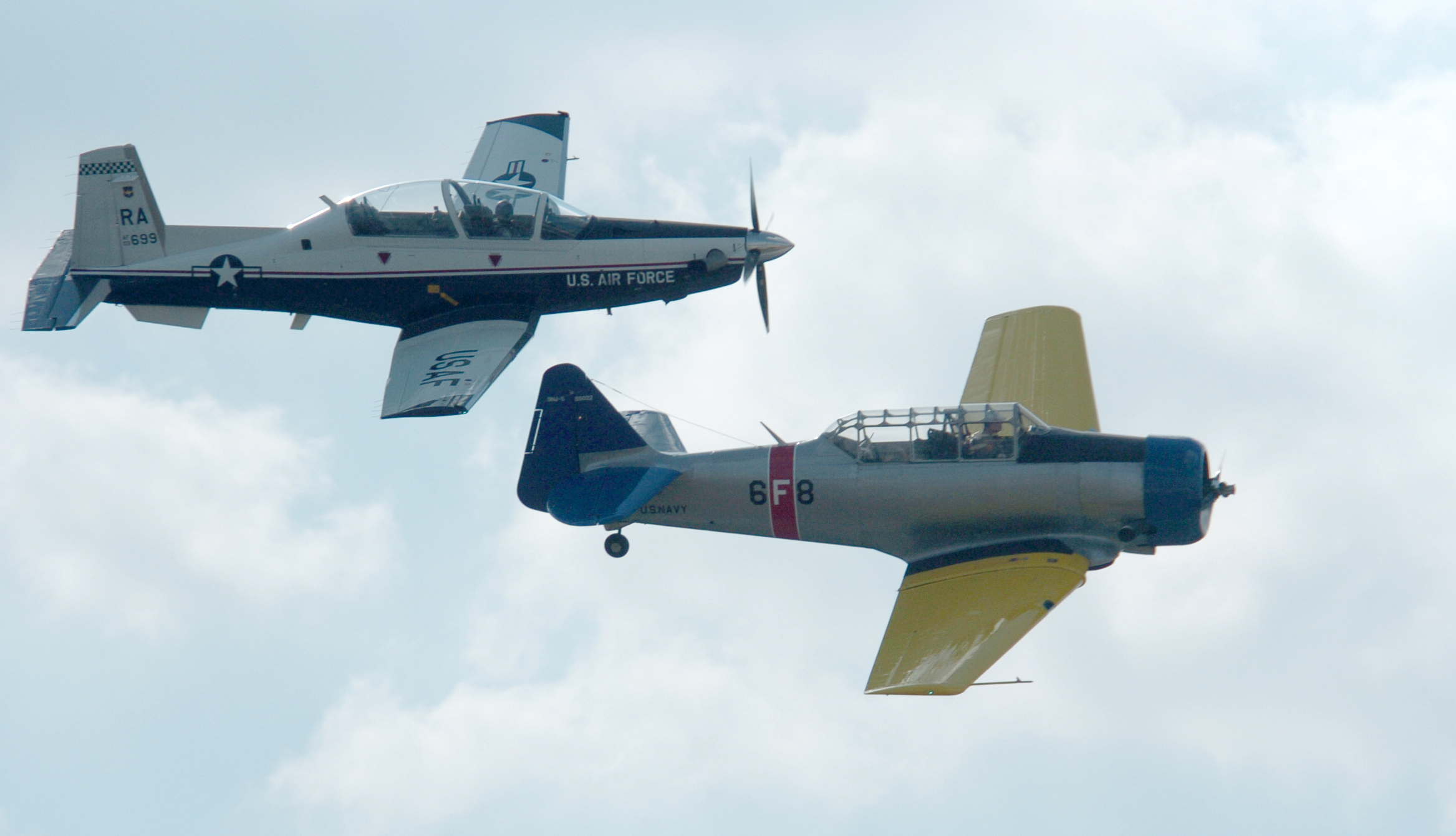
Зправа T-6A Texan часів Другої світової війни, зліва новий T-6 Texan II

Model 3000/T-6 — це двомісний моноплан з низько розташованим крилом, триопорним висувним шасі і одним турбогвинтовим двигуном Pratt & Whitney Canada PT6. Пропелер має чотири лопаті, зроблений з алюмінію, діаметр 2,5 м (97 дюймів).
Літак розроблявся на базі швейцарського Pilatus PC-9; компанія Beechcraft модифікувала конструкцію для того, щоб взяти участь у програмі Joint Primary Aircraft Training System. У результаті програми у 1995 T-6 Texan II було обрано тренувальним літаком ВПС США.
Перші літаки T-6A з'явились на американських авіабазах у травні 2000. У грудні 2001 було укладено великий контракт, відповідно до якого до 2010 року інші тренувальні літаки було замінено на T-6.
Також компанія Beechcraft з T-6 намагалась брати участь в інших програмах уряду США по закупівлі озброєнь, однак програла бразильському штурмовику Super Tucano.

## Варіанти

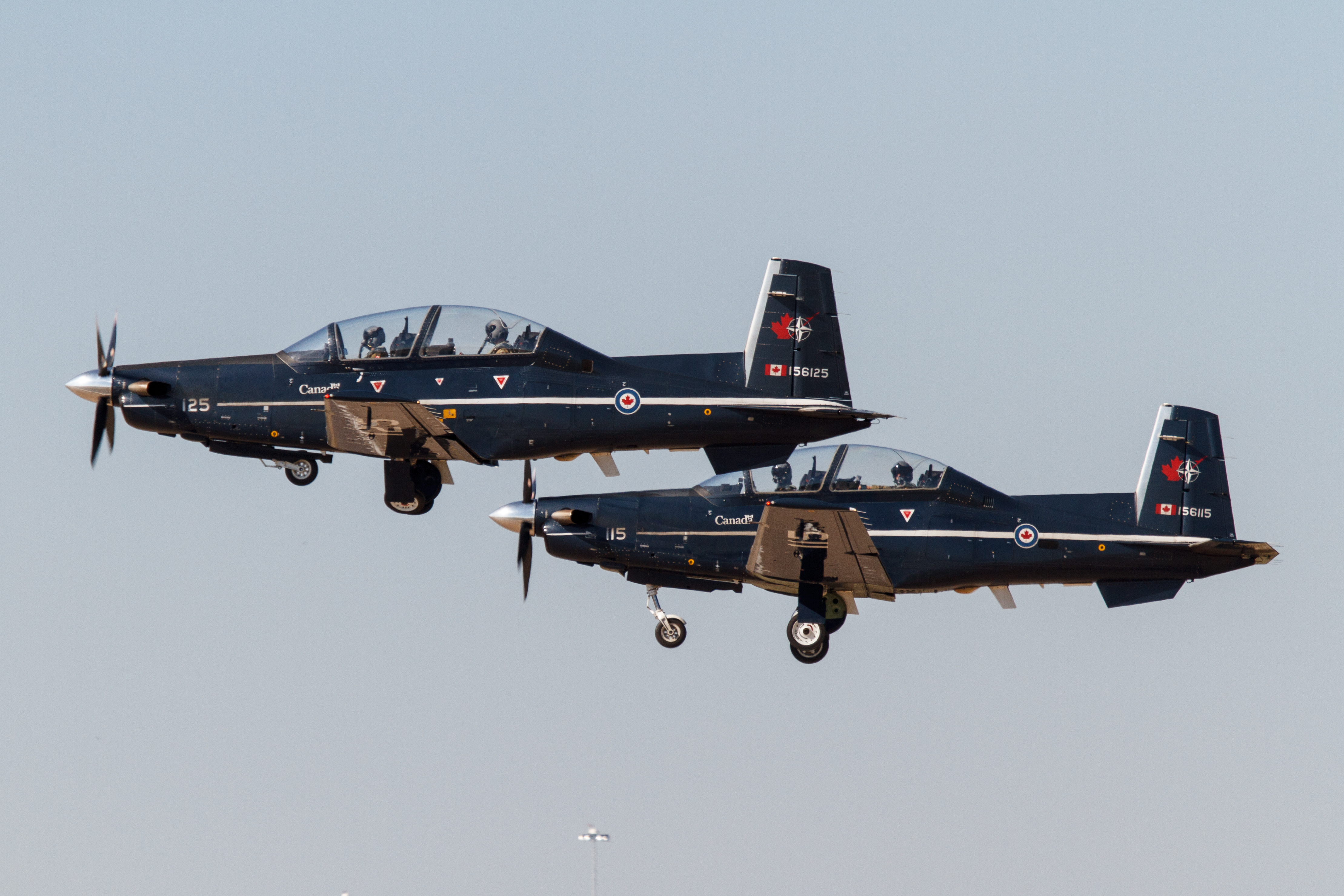
Канадські CT-156 Harvard II.

- Model 3000 внутрішня назва у компанії
- T-6A Texan II основна версія для ВПС США та Греції
- T-6A NTA Texan II Версія для ВПС Греції з можливістю встановлення озброєння[5]
- T-6B Texan II
- T-6C Texan II
- T-6D Texan II
- CT-156 Harvard II: версія для ВПС Канади, не має істотних відмінностей від T-6A

- AT-6B Wolverine: варіант легкого штурмовика, створений на основі T-6B
- AT-6E Wolverine

## Тактико-технічні характеристики

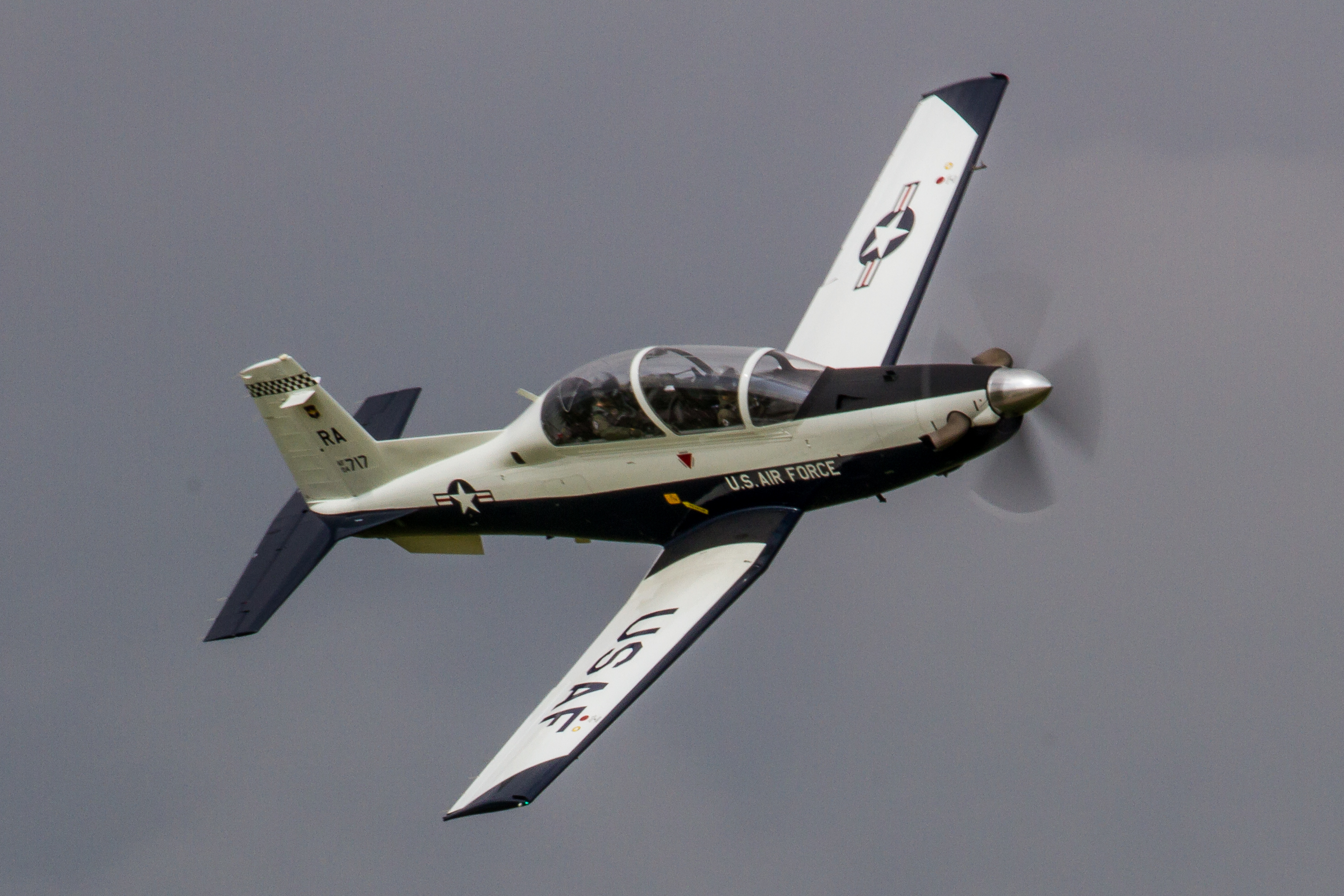
T-6 Texan II

### Технічні характеристики
- Екіпаж: один пілот, один пасажир
- Довжина: 10,16 м
- Розмах крила: 10,19 м
- Висота: 3,25 м
- Площа крил: 16,49 м2
- Вага: 2858 кг
- Максимальна злітня вага: 2948 кг
- Двигуни: один Pratt & Whitney Canada PT6

### Льотні характеристики
- Максимальна швидкість: 586 км/год
- Крейсерська швидкість: 215 км/год
- Дальність польоту: 1700 км
- Практична стеля: 9400 м

## На озброєнні
- Аргентина 18 машин[6]

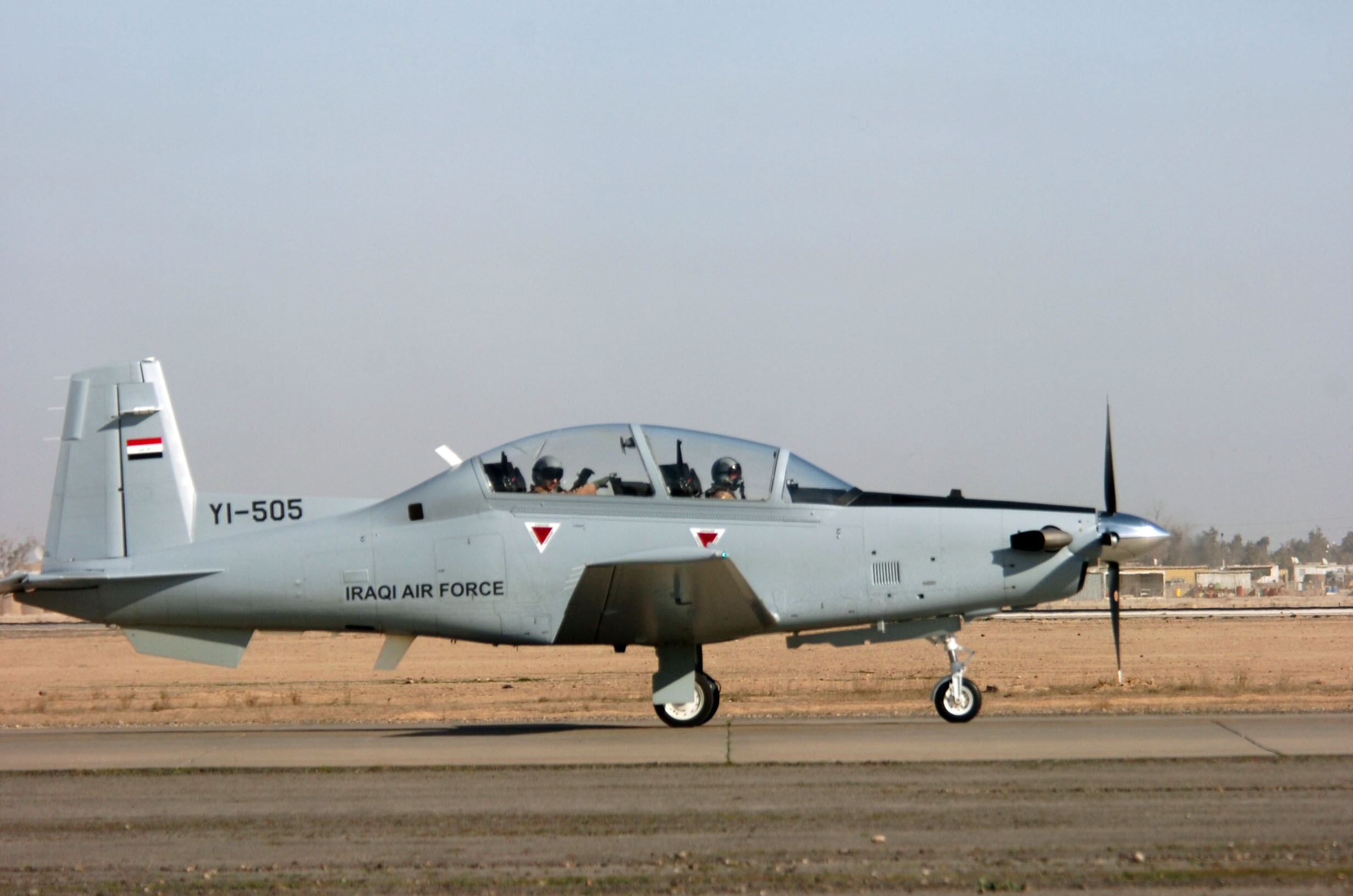
T-6A Texan II Іраку

- Канада 24 моделі CT-156 Harvard II[7]

- Колумбія 10[8]

- Греція 45 машин, з них 25 учбово-тренувальних та 20 у модифікації NTA[9][10]

- Ізраїль

- Ірак У 2009 замовлено 15 машин[11], у 2014 дозамовлено ще 24[12]

- Марокко
- Мексика
- Нова Зеландія
- США
- Туніс у жовтні 2019 було укладено угоду[13], постачання 12 літаків має завершитись до жовтня 2022[14]